# Aeroportul Internațional Valley
Aeroportul Internațional Valley (IATA: HRL, ICAO: KHRL, FAA LID: HRL) este un aeroport din Texas, Statele Unite ale Americii ce deservește zona Harlingen⁠(d). Aeroportul a fost tranzitat în 2023 de 908.910 pasageri.
Situat la o altitudine de 11 m, aeroportul dispune de 3 piste.

## Infrastructură

### Piste
Aeroportul dispune de 3 piste: 
- pista 13/31 din asfalt, cu dimensiunile 7.257 picioare × 150 picioare
- pista 17L/35R din asfalt, cu dimensiunile 5.949 picioare × 150 picioare
- pista 17R/35L din asfalt, cu dimensiunile 8.301 picioare × 150 picioare